# Maçaxı
Maçaxı är en ort i Azerbajdzjan.   Den ligger i distriktet İsmayıllı Rayonu, i den centrala delen av landet, 140 km väster om huvudstaden Baku. Maçaxı ligger 754 meter över havet och antalet invånare är 136.
Terrängen runt Maçaxı är kuperad åt sydost, men åt nordväst är den bergig. Närmaste större samhälle är İsmayıllı, 14,0 km väster om Maçaxı.
Trakten runt Maçaxı består till största delen av jordbruksmark. Runt Maçaxı är det ganska tätbefolkat, med 56 invånare per kvadratkilometer.